# 居氏瞪羚
居氏瞪羚（學名Gazella cuvieri） 是一种产于北非的一种瞪羚，它由科学家乔治·居维叶命名。

## 保護居維叶瞪羚
保護它只可做两件事，一是立例禁止捕獵它們，二是提供地方予它們繁殖。

## 外部連結
- ARKive - images and movies of the Cuvier's gazelle (Gazella cuvieri)

伊凡資源：
- http://www.stlzoo.org/ （页面存档备份，存于）
- http://www.animalinfo.org/ （页面存档备份，存于）
- http://www.hoglezoo.org （页面存档备份，存于）
- http://www.livingdesert.org/ （页面存档备份，存于）